# Flop Starz
"Flop Starz" là đoạn tập đầu tiên trong tập chính thức đầu tiên của chương trình truyền hình của Disney, Phineas and Ferb. Tập phim được chiếu trên kênh Disney Channel vào ngày 1 tháng 2 năm 2008. Trong tập phim, Phineas và Ferb trở thành những ca sĩ nổi tiếng một lần. Trong khi đó, Candace muốn trở thành một ngôi sao sân khấu trong cuộc thi Thần tượng nhạc Pop tuổi teen nước Mỹ tiếp theo. Lúc đó, Doofenshmirtz kết hợp tòa nhà của mình với một con rô-bốt để có chiếm lấy vùng Ba Bang. Tập phim đã giành được 23,5 triệu lượt xem ở hơn 150 vùng lãnh thổ trên thế giới.

## Nội dung
Vào bữa sáng, gia đình nhìn một quảng cáo cho The Next Super American Pop Teen Idol Star!, một chương trình thi tài năng, mà thu hút Candace đi và thử giọng tại các trung tâm. Phineas và Ferb cũng tò mò về thế giới của ngôi sao và muốn biết về các loại nghệ sĩ chỉ phát hành một bài hát. Họ được giải thích các khái niệm về "ca sĩ nổi danh một lần" của mẹ họ,  hồi tưởng về những ngày bà là một trong những ca sĩ như thế "Lindana". Trong khi các chàng trai làm việc trên trở thành một bằng cách viết một lời bài hát "vô nghĩa"  trong phòng của họ, Candace chuẩn bị để thử giọng, cố gắng về trang phục khác nhau để mặc cho thử giọng- bao gồm trang phục của mẹ- tất cả bị từ chối bởi người bạn của cô Stacy.
Khi cô ấy thử giọng cô trở thành "Thí sinh thứ 100" và được thiết lập để thực hiện với ban nhạc mới "PFT" - cô phát hiện ra, tuy nhiên, ban nhạc là "Phineas và Ferb-Tones" (PFT là một từ viết tắt của chúng), bao gồm Phineas (giọng hát chính và guitar), Ferb (tay trống và keyboard), và bạn bè của họ, Isabella Garcia-Shapiro và Fireside Girls, Adyson Sweetwater, Gretchen và Milly (ca sĩ hát bè, được gọi bởi Phineas là "Ferbettes "), người đã có hiệu quả đứng đầu các bảng xếp hạng với ca khúc" Gitchee Gitchee Goo ", trở thành ca sĩ độc danh. Là cô ấy là ai, thay vì tham gia họ, Candace đi ra ngoài để thử và em tiếp xúc với mẹ của mình, ban đầu không do nhầm cái bóng trên sân khấu của một con thỏ giống hình người chơi một máy xay sinh tố là dụng cụ của mình cho anh em của mình, được gọi là Marty Rabbit Boy và máy xay sinh tố âm nhạc của mình.
Trong khi đó, Perry bước vào hang ổ của Tiến sĩ Doofenshmirtz ('hang ổ' tòa nhà ở đây là khác nhau từ hang ổ thông thường Doofenshmirtz) đeo kính Groucho; trông như một thực tập sinh, Doofenshmirtz giải thích cho ông toàn bộ kế hoạch của mình để mưa khủng bố trên "Diện tích toàn bộ Tri-State", mà sau này ông giải thích, sau khi Perry loại bỏ ông "ngụy trang", thông qua việc sử dụng toàn bộ tòa nhà, mà biến thành một robot khổng lồ (xây dựng trong đó đã đạt được từ Doofenshmirtz mua lại đồ chơi xây dựng ở mức báo động).
Các chàng trai, không biết gì về mối đe dọa của Candace, tiếp tục trở thành ngôi sao của họ, nhóm trên để "Huge-O-Records", nơi họ đã được cung cấp một hợp đồng thu âm. Candace cố gắng cho thấy mẹ của họ poster của ban nhạc khi họ đang trên đường (tính với cô ấy một chiếc áo khoác mẹ của họ đã không được trả tiền chưa. Các nhân viên an ninh đi kèm và mất mẹ của họ trở lại để chi trả cho những chiếc áo khoác, bất kể anh ta nhận ra mình như Lindana), mặc dù nó là trên một tòa nhà dự kiến sẽ phá hủy và bị phá hủy (trớ trêu thay, nó sẽ bị phá huỷ bởi robot Doofenshmirtz, nếu Perry đã không thay đổi hướng của nó). Khi ban nhạc là tại các công ty thu âm, Phineas, làm theo các bước mẹ của mình cho ông, ném một cơn giận diva và lá, không biết rằng Giám đốc điều hành kế hoạch sử dụng một đoạn video quay cảnh biểu diễn của ban nhạc để mang về di sản của ban nhạc.
Trong khi đó, Doofenshmirtz, bên trong robot của mình, bẫy Perry, đề nghị một tư duy deli platter ông đã giành được; Perry, tuy nhiên, đã anh đổ một lượng lớn các hạt tiêu vào nó, thổi nó và gây ra các robot để hắt hơi. Hai được gửi bay và đâm qua tòa nhà ghi lại, Perry sử dụng băng PFT bám mình một cách an toàn trên một cột cờ, trong khi Doofenshmirtz lao thẳng xuống mặt đất, hạ cánh trên một tấm nệm đặt trên một xe tải đậu ("Phù! Thật là một sự may mắn không thể tin được! "). Thật không may, chiếc xe tải thuộc về một công ty nệm gấp và sau đó Doofenshmirtz được nghiền nát bởi nệm ("Tôi không sao! Tôi vẫn còn tốt hơn tôi...") và sau đó nghiền nát bởi robot của riêng mình ngay lập tức sau đó (một bị bóp nghẹt " Lời nguyền bạn, Perry the Platypus! ").
Candace, trở lại tại trung tâm mua sắm (có không tiếp tục cố gắng để phá  em của cô kể từ khi nổ xây dựng từ trước đó), đang bị chà đạp đến khi lòng mình, Jeremy, đảm bảo cô không để cho vui vẻ đổ nát của các chàng trai thời điểm tốt của mình và rằng nếu cô đã nhận cơ hội để hát, cô phải, vì vậy cô đã gia nhập ban nhạc hát ca khúc hit của họ trong một buổi hòa nhạc tái hợp. Khi cô ấy nghĩ rằng cô ấy cuối cùng đã làm cho nó, ban nhạc tuyên bố họ đã kết thúc sự nghiệp của họ và các trung tâm đóng cửa, để lại cô trong bóng tối.

## Sản xuất
Những đồng sáng tạo nên chương trình, Dan Povenmire và Swampy Marsh, đã viết những cốt truyện cho "Flop Starz;"  Sherm Cohen và Antoine Guilbaud, trong khi đó, xây dựng các bản thảo. Povenmire đạo diễn tập phim, ông đã làm cho hầu hết các tập trong mùa 1. Povenmire và Marsh đã viết bài hát đặc trưng, "Gitchee Gitchee Goo," giống như họ làm với tất cả các âm nhạc trong chương trình. Bài hát này và bài "chủ đề điệp viên bí mật" của Perry là hai bài xem thử cho Disney, họ rất thích nó rất nhiều đến nỗi họ muốn yêu cầu viết một bài hát cho mỗi tập phim.
Công ty Disney muốn bắt đầu chương trình bằng một "cách lớn." Thay vì ra mắt nó với các tập phim thí điểm, "Rollercoaster," họ đã chọn "Flop Starz" và phát sóng nó trong cùng một ngày tại mỗi quốc gia có kênh Disney Channel trên hơn một trăm năm mươi vùng lãnh thổ. Điều này gây ra cho các tập phim phát sóng gần sáu tháng sau so với kế hoạch ban đầu như các nước khác nhau để phù kịch bản và thuê diễn viên lồng tiếng cho các nhân vật  trong ngôn ngữ đã chọn. Mặc dù sự chậm trễ,  tập phim chính thức phát sóng vào ngày 1 tháng 2 năm 2008, bắt đầu marathon kéo dài cả tháng của Disney mang tên "Phineas và Ferb-uary."